# Agrilus kutahyanus
Agrilus kutahyanus es una especie de insecto del género Agrilus, familia Buprestidae, orden Coleoptera.
Fue descrita científicamente por Królik, 2002.